# 安積沼

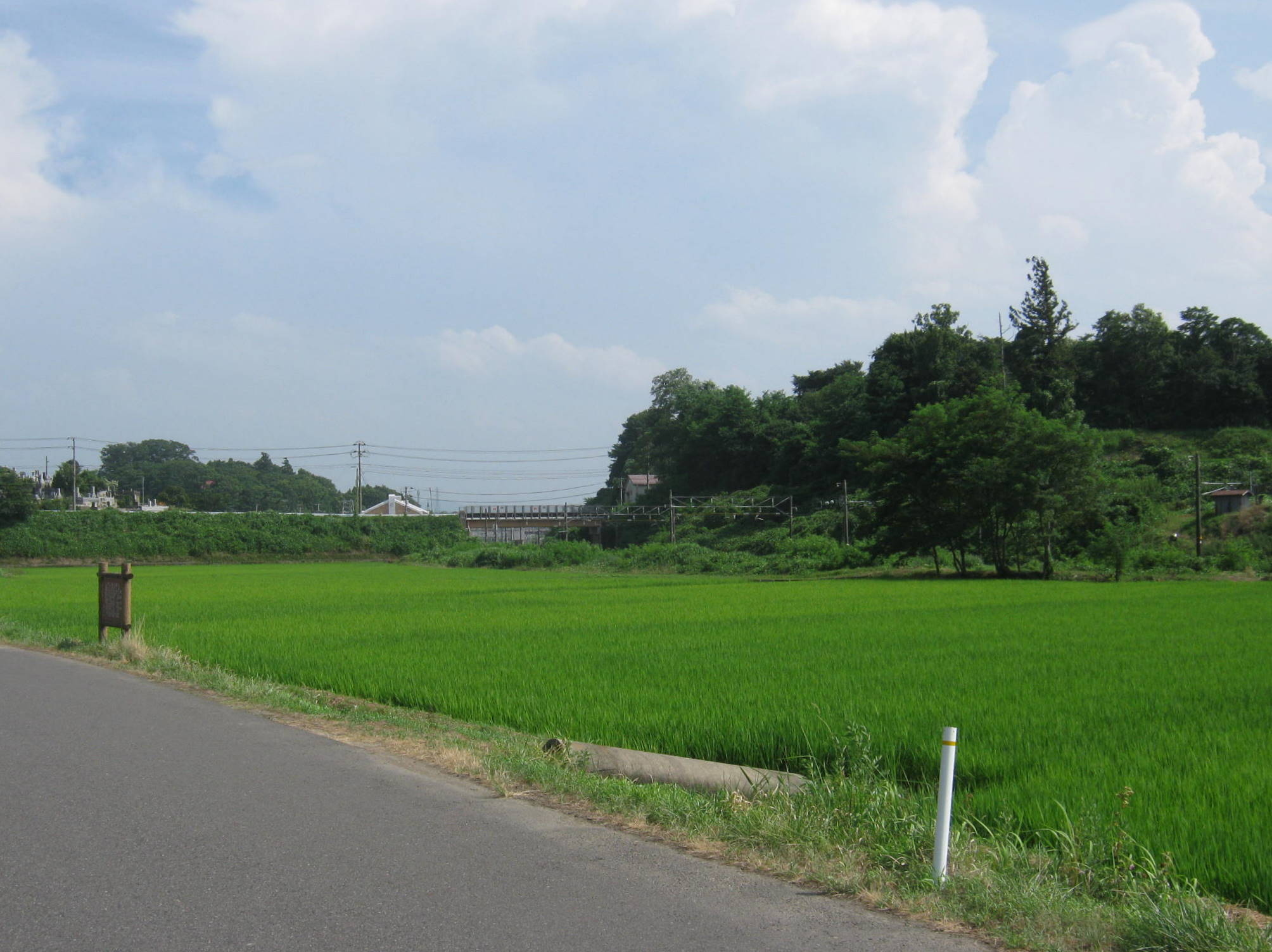
安積沼跡 案内板付近

安積沼（あさかぬま）は、福島県安積郡（現在の郡山市）にかつてあった沼。

## 概要
14世紀頃までは安積郡片平の安積山麓から日和田までの7kmほど続く、巨大な沼であったと伝わる。また、『前田慶次道中日記』によると、少なくとも1601年（慶長6年）頃までは周囲300mほどの沼があったようである。
10万年ほど前、付近には郡山市から矢吹町まで広がる巨大な古代湖『郡山湖』があったとされ、安積沼はその名残ではないかという説もある。
花かつみという植物が群生していたと伝えられ、『古今和歌集』『新古今和歌集』『金葉和歌集』の和歌にも安積沼の名前が登場する。1689年（元禄2年）には松尾芭蕉が曾良とともに訪れ、花かつみを捜し歩いたと記録されている。その他、花菖蒲も自生していたようで、江戸時代に開かれた堀切菖蒲園のは花菖蒲はここから持ち込まれたとも言われている。
また、付近には大蛇が暴れまわって村々を荒らしたという伝説があり、鎌倉景正による退治の伝説が豊景神社や大鏑神社に伝わる他、日和田町の蛇骨地蔵堂には大蛇が佐用姫の法華経により昇天する伝説が残る。
現在は田畑や住宅地などになり、郡山市日和田町字根柄に沼の跡を示す案内板が立つのみである。北緯37度27分1.6秒 東経140度23分10.7秒

## 舞台となった作品

### 小説
- 『安積沼（あさかのぬま）』（山東京伝）[6]

### 和歌
- みちのくの あさかのぬまの 花かつみ かつ見る人に こひやわたらむ（古今和歌集 巻第14恋歌4・677　読人不知）
- ささわけし安積沼の花かつみかつみる夢のあくるはかなさ（最勝四天王院障子和歌　後鳥羽天皇）
- ふみしだく安積の沼の夏草にかつみだれそふしのぶもちずり（最勝四天王院障子和歌　藤原定家）
- 宮古おもふあさかの沼の花かつみかつみるかたは三日月の空（最勝四天王院障子和歌　慈円）
- 夏はまだ安積の沼の花かつみかつみる色にうつる比かな（最勝四天王院障子和歌　藤原家隆）
- 花かつみかつみるからに波にこえぬあさかの沼さみだれの比（最勝四天王院障子和歌　久我通光）

## 周辺
- 日和田駅
- 西方寺（蛇骨地蔵堂）
- 安積山公園（松尾芭蕉が安積沼とともに訪ねた安積山一帯の公園）